# ساروم القديمة

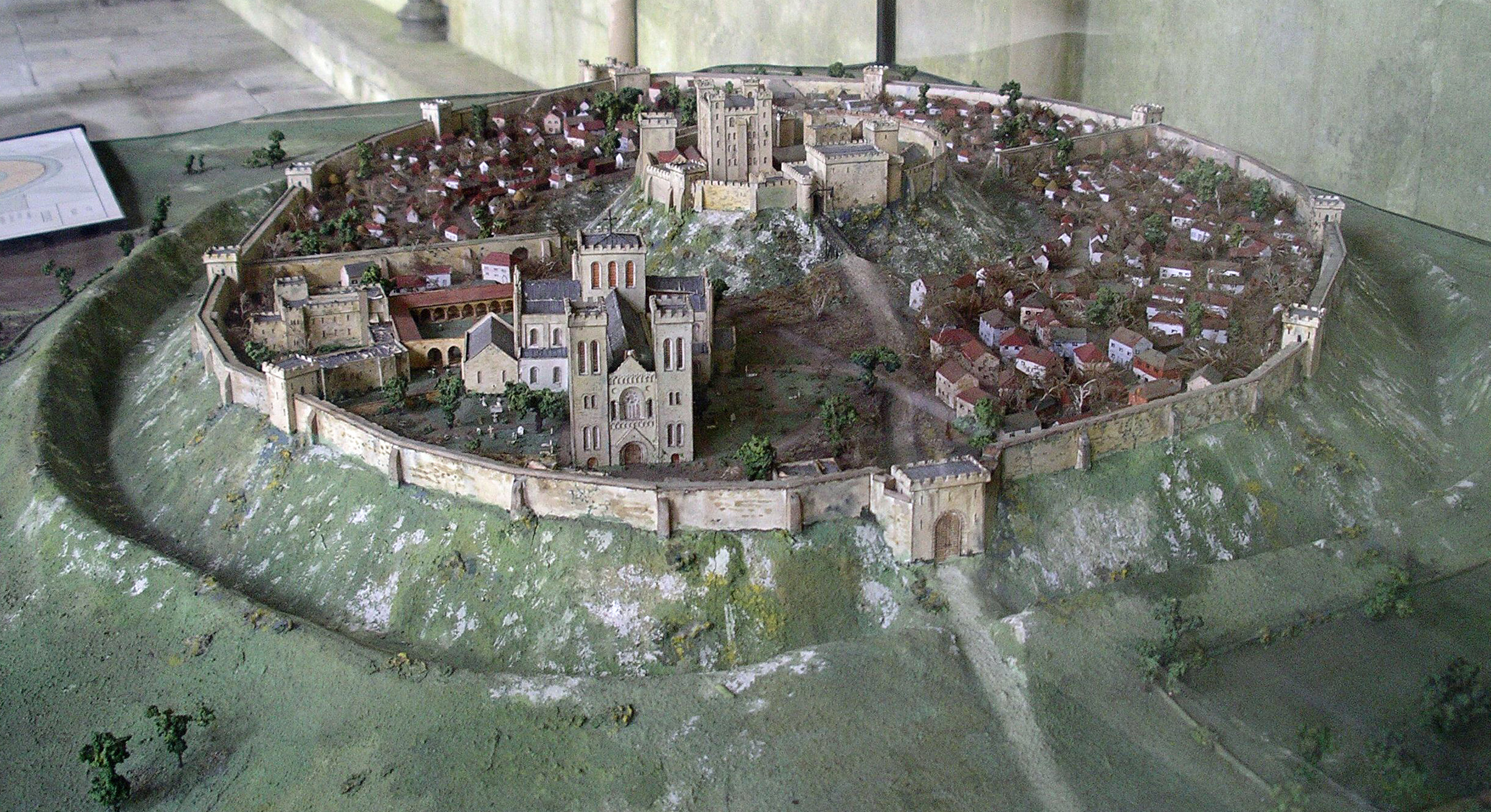
إعادة بناء للصُّورة التي بدت عليها ساروم القديمة في القرن الثاني عشر الميلادي.

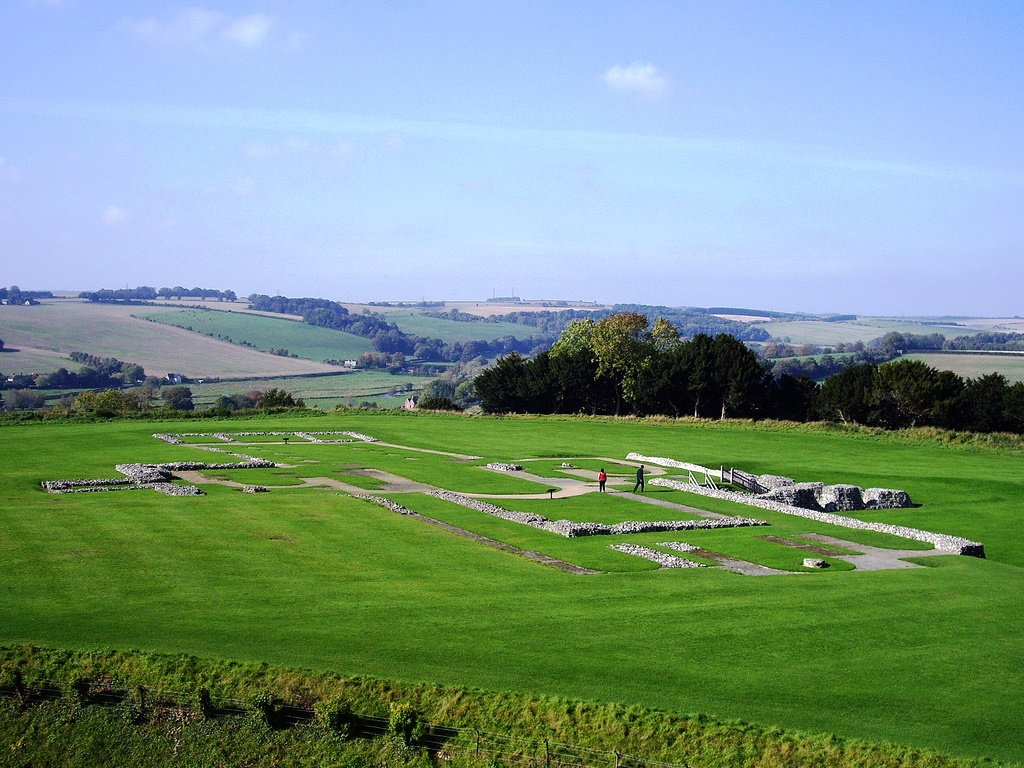
الأساسات المتبقية من كاتدرائية ساروم القديمة، بعد إزالة مُعظم أبنيتها في القرن الثالث عشر لنقلها إلى مكان الكاتدرائية الحديثة في مدينة سالسبري.

ساروم القديمة (بالإنجليزية: Old Sarum)‏ هو أول موقعٍ استوطنه البشر في مكان مدينة ساليسبري الحالية بإنكلترا. تتموضع ساروم القديمة على تل يبعُد 3 كيلومترات شمال مدينة ساليسبري الحديثة، وقد ظهرت هذه البلدة في العديد من سجلات تاريخ إنكلترا القديمة. تعتبر ساروم القديمة الآن تراثاً إنكليزياً، وبالتالي فإنَّها مفتوحة للجميع.
بُنِيت أعمدة ستونهنج وأفيبري الحجريَّة العظيمة على مسافة قريبة من ساروم القديمة، بل وقد اكتشفت دلائل استيطانٍ مبكر في المنطقة تعود إلى عام 3,000 ق م. ظهرت المنشآت الكبيرة الأولى في ساروم في نحو سنة 400 ق م (خلال العصر الحديدي)، عندما أقيم حصنٌ على تلتها، وكان الغرض من هذا الحصن التحكم بتقاطع طريقين تجاريَّين هامَّين في هامبشاير. ظلَّ الموقع مأهولاً بالسكان طوال عصر الحُكم الروماني، أما منذ القرن السادس الميلادي فصاعداً فقد استولى السكسونيون على الحصن، واستعملوه كنقطة دفاعٍ ضد غزوات الفايكنغ الآتية من الشمال. بنى النورمانديون (عند مجيئهم) قلعة خشبية جديدة وجداراً حجرياً وكاتدرائية ضخمة في ساروم، كما وقد بُني قصر ملكي - داخل القلعة - لهنري الأول ملك إنجلترا ومن بعده ملوك بلانتاجانت، وقد وصلت ساروم القديمة ذروة مجدها في هذه الفترة، التي دامت لحوالي 300 سنة. لكن بعد ذلك اشتعلت خلافات بين شريف ويلتشير وأُسقف مدينة ساليسبري، أدت في النهاية إلى نقل الكنيسة من موقعها القديم في ساروم لسهل قريب. منذ ذلك الحين، ظهرت مدينة ساليسبري الحديثة حول موقع الكنيسة الجديدة (التي بنيت في القرن الثالث عشر)، وقد هُدِمت معظم أبنية ساروم القديمة وقتها لاستعمال حجارتها في بناء الكنيسة، فأخذت ساروم بالتضاءل على حساب ساليسبري. كان آخر ملكٍ إنكليزي أقام في قلعة ساروم هو إدوارد الثاني الذي هجرها في سنة 1322، وأخيراً باعها الملك هنري الثامن لأحد النبلاء في سنة 1514.